# Astragalus rubrivenosus
Astragalus rubrivenosus är en ärtväxtart som beskrevs av Nikolai Fedorovich Gontscharow. Astragalus rubrivenosus ingår i släktet vedlar, och familjen ärtväxter. Inga underarter finns listade i Catalogue of Life.